# Мінамото-но Таметомо
Мінамото-но Таметомо (яп. 源為朝, みなもと の ためとも; 1139—1170) — японський полководець кінця періоду Хей'ан. Походить з клану Мінамото, син Мінамото-но Тамейосі. Під час участі в смуті Хоґен засланий на острів Ідзу-Осіма. Прізвисько: Тіндзей Хатиро (鎮西八郎). Став предметом цілого ряду міфів і легенд, які повістують про його подолання шляху до Окінави.

## Біографія
Був восьмим сином Мінамото-но Тамейосі, братом Мінамото-но Йосімото і таким чином він доводився рідним дядьком Мінамото но Йорітомо, першому сьогуну Камакурського сьогунату . Завдяки своєму батькові Мінамото-но Тамейосі, він був членом відомої лінії Сейва Гендзі і онуком Мінамото но Йосіїе, тобто дев'ятим поколінням з самого імператора Сейва.
Протягом юності жив деякий час в Кюсю , звідси прізвисько "Тіндзей" (鎮西), альтернативне ім'я для регіону Кюсю. Під час свого перебування на острові він одружився з дочкою Тайра-но Тадакуні на ім'я Сірануі.
У 1156 брав участь в повстанні Хоґен під проводом свого батька Мінамото-но Тамейосі, збройному конфлікті між екс-Імператором Ґо-Сіракавою з одного боку, та Імператором Сутоку з іншого. В ході війни 28 липня Мінамото-но Таметомо запропонував вночі завдати удару по укріпленому палацу противника, однак ця тактика була відкинута Фудзіварою но Йорінаґою. Проте, загони Мінамото-но Йосітомо здійснили аналогічний напад  і здобули перемогу. В японських хроніках Таметомо зображується героєм і чудовим стрільцем з лука. Так, згідно з переказами, він зумів одним пострілом потопити цілий корабель клану Тайра, пробивши йому стрілою днище нижче ватерлінії. Після перемоги екс-Імператора, Йосітомо був змушений стратити свого батька Тамейосі разом з деякими зі своїх братів і інших близьких родичів, які виступали проти імператора Ґо-Сіракави. Таметомо, відомому своєю майстерністю в стрільбі з лука, перш ніж відправити в заслання на острів Ідзу-Осіма перерізали зв'язки або сухожилля руки, що повністю знешкоджувало його. Перебуваючи в засланні на Ідзу-Осіма, бере в дружини Сасарае дочку місцевого урядовця Тадашіге з якою мав два сина, Тамемару і Томокаву та дочку на ім'я Шимагімі. Стосовно його подальшої долі не існує єдиної думки, одні джерела повідомляють, що він просто наклав на себе руки на острові Ідзу-Осіма, ніколи не повертаючись на материк знову. Однак, за іншими розповідями, він ще побував на Окінаві, одному з островів архіпелагу Рюкю і одружився там з Ней, дочкою вождя Одзато , що народила йому сина Сунтена, який став першим королем і засновником місцевої королівської династії та королівства Тюдзан.

## Походження легенди
Згідно історичної традиції, що склалася на островах Рюкю, місцеві перекази повідомляють про те, що Мінамото-но Таметомо зумів дістатися до Окінави. Легенда про його перебування в Рюкю наявна в численних текстах періоду Едо, точне походження міфу неясно, але вже в 1605 році, він з'являється у викладі ченця Тайчу "Рюкю Сінто ки" (яп. 琉球神道記). Також відомості про це містяться в офіційній історичній хроніці Рюкю 1650 року «Тюдзан Сейкан» (яп. 中山世鑑), написаної королівським радником Се Секеном. Протягом довгого періоду легенда повторно опрацьовувалася в працях різних авторів: Арай Хакусекі "Нантоші" (яп. 南島志) книга 1719 рр., Морісіма Чурьо "Рюкю-банаші" (яп. 琉球談) 1790 рр., Кьокутей Бакіна, який розширив історію до повного роману. Цей міф мав центральне місце в японських популярних концепціях Рюкю в період Едо, існує ряд історичних пам'яток, в тому числі Наміноуе Шріне (яп. 波上宮) , які возвеличують дух Мінамото-но Таметомо або іншим чином пов'язані з ним. Однак, на-сьогодні, версія про перебування Мінамото на острові Окінава, розглядається як ідея винайдена і увічнена для того, щоб виправдати японське панування над Королівством Рюкю.  В 1906 вперше цю історію розглянув як вигадану Като Санго в своїй публікації "Рюккю но кенкю". Він стверджував, що це вигадка, і привів зокрема чотири аргументи на користь цього. Величезна відстань між островами Ідзу-Осіма і Рюкю є лише одним з багатьох елементів, які роблять цю історію малоймовірною. Проте, в 1950-х роках, історик Джордж Керр, який присвятив легенді Мінамото-но Тамемото кілька сторінок праці вважав, що якщо в наш час ця історія не може бути перевірена, то і не може трактуватися як суто вигадана.

## Смерть
Різні варіанти легенди Мінамото-но Таметомо неоднозначно повістують про його смерть. Деякі джерела описують його смерть на Окінаві, в той час як інші його повернення на острів Ідзу-Осіма для того, щоб відбитись від посланих імператором нападників і убити себе врешті-решт. За ще однією версією Таметомо втікає на острів Хатідзьо, де він знову бореться з імперськими силами, а потім вчиняє самогубство. Це був перший з історично підтверджених випадків вчинення воїном сеппуку.